# Las wtórny
Las wtórny – las lub obszar leśny, który odrósł po pozyskaniu drewna lub wylesieniu (np. w celu pozyskania gruntów do użytkowania rolniczego). Las taki określany jest mianem wtórnego do czasu, gdy skutki zakłócenia (wycinki) nie są już widoczne. Odróżnia się go od lasu pierwotnego, który nie został poddany takiemu zakłóceniu.

## Warunki kształtowania i zróżnicowanie

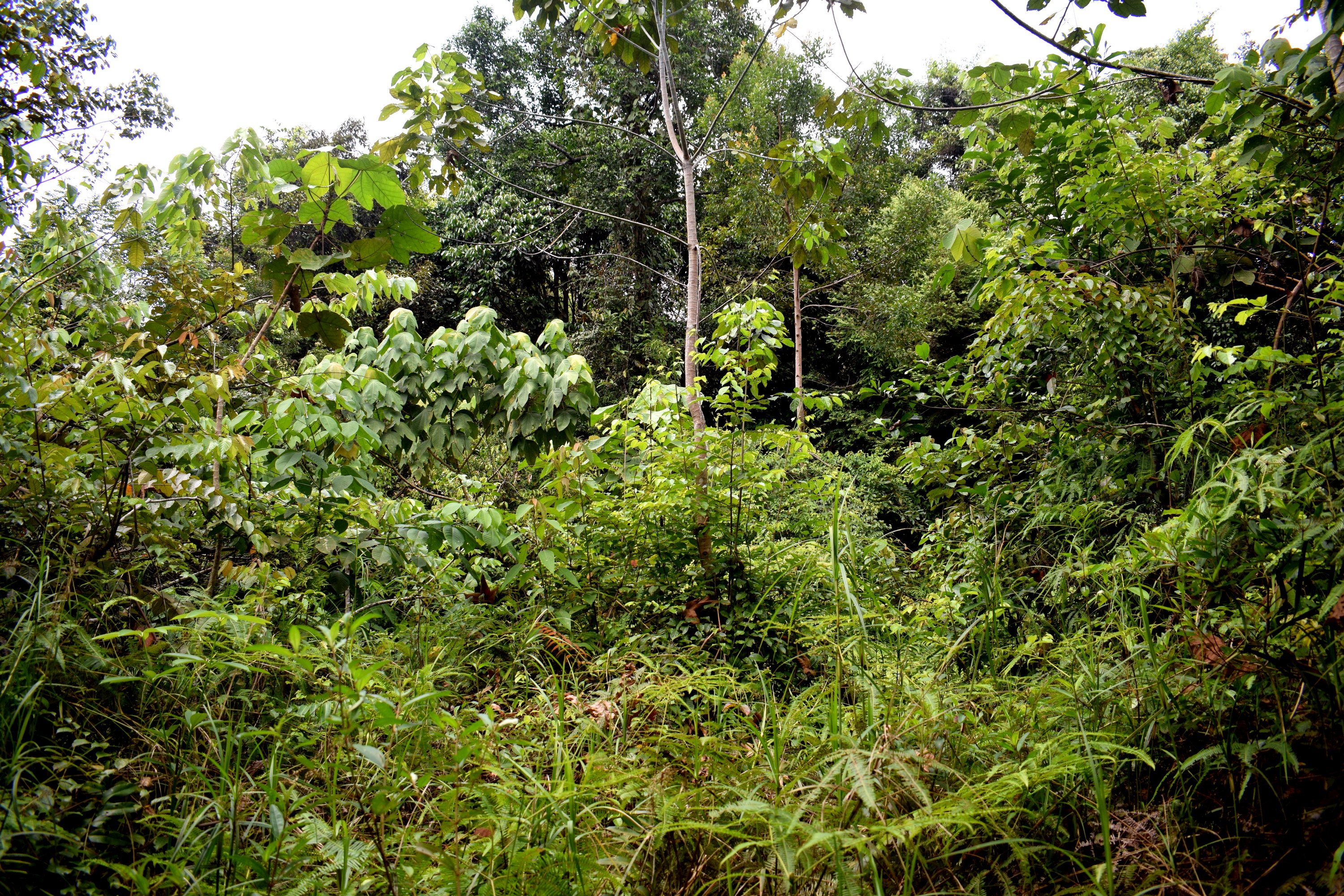
Wtórny las równikowy kształtujący się po wycince lasu pierwotnego

W zależności od lasu rozwój cech pierwotnych może trwać od stu lat do kilku tysiącleci. Na przykład lasy liściaste we wschodnich Stanach Zjednoczonych mogą wykształcić cechy pierwotne w ciągu jednego lub dwóch pokoleń drzew, czyli 150–500 lat. Często zaburzenia są wynikiem działalności człowieka, np. wyrębu, ale w definicji uwzględnia się także zjawiska naturalne, które wywołują ten sam efekt. Lasy wtórne mają zwykle drzewa rozmieszczone bliżej siebie niż lasy pierwotne i cechują się słabiej rozwiniętą warstwą podszytu. Lasy wtórne zwykle są uważane posiadające ograniczoną różnorodność biologiczną w porównaniu z lasami pierwotnymi.
Po wycince lasy odnawiają się naturalnie lub sztucznie (poprzez sadzenie i wysiewanie wybranych gatunków drzew). W rezultacie powstaje las drugiego wzrostu, który jest mniej różnorodny biologicznie niż las starego wzrostu. W celu zwiększenia różnorodności biologicznej możliwe jest stworzenie niewielkich lub umiarkowanych zaburzeń. Przykładem może być ścinanie niektórych drzew, uszkadzanie pni drzew oraz tworzenie małych kontrolowanych pożarów. Wykazano, że niewielkie i umiarkowane zakłócenia są niezwykle korzystne dla zwiększenia różnorodności biologicznej w lasach wtórnych.
W przypadku subtropikalnych lasów deszczowych, gdzie poziom składników odżywczych w glebie jest zazwyczaj niski, jakość gleby może ulec znacznemu pogorszeniu po usunięciu pierwotnego lasu. W Panamie w 1990 r. wzrost areału nowych lasów na porzuconych gruntach rolnych przewyższył utratę pierwotnych lasów deszczowych. Jednak ze względu na obniżoną jakość gleby, obecności znacznej większości gatunków lasów pierwotnych nie udaje się przywrócić w tych lasach wtórnych.
Na Madagaskarze las wtórny lokalnie określa się mianem savoka. Zwykle rozwija się na odłogowanych terenach rolniczych, gdzie uprawia się drzewa.